# Wilfred Owen
Wilfred Edward Salter Owen (Oswestry, 18 de març de 1893 - Ors, 4 de novembre de 1918) va ser un poeta i soldat anglès. El seu mentor Siegfried Sassoon va ser una clara influència en la seva xocant i crua poesia sobre els horrors de la Primera Guerra Mundial, que contrastava amb la percepció general que se'n tenia. Entre les seves obres més conegudes figuren "Anthem for Doomed Youth", "Dulce Et Decorum Est", “Insensibility”, “Strange Meeting”, “Futility” i "The Parable of the old man and the young".

## Primers anys
Wilfred Owen va ser el major de quatre germans. Va néixer a Oswestry (Shropshire, Anglaterra), el 18 de març de 1893; pertanyia a una família amb ancestres anglesos i gal·lesos. Per aquella època vivia amb els seus pares, Thomas i Harriet Susan (Shaw) Owen, en una confortable llar, propietat del seu avi. Quan el seu avi va morir, la família es va veure forçada a mudar-se a una casa rural situada als carrers dels afores de Birkenhead, una vila del districte de Wirral.
Va estudiar a l'Institut de Birkenhead i en l'ara coneguda com a Wakeman School, on va rebre una sòlida formació acadèmica. Va deixar l'escola el 1911, i va entrar a la Universitat de Londres encara que sense honors, ja que els seus estudis es van veure afectats per la pèrdua del seu oncle i model a seguir Edgar Hilton. A més, va treballar com a tutor particular a França abans de l'esclat de la Primera Guerra Mundial.

## Servei militar
El 1915 va ingressar a l'exèrcit, i un any després va rebre el càrrec de sotstinent (en proves) en el regiment de Manchester. Va començar els anys de guerra amb un caràcter alegre i optimista però després de dues experiències traumàtiques, el rumb de la seva vida va canviar per sempre. En primer lloc, va ser rebre l'impacte d'un morter de trinxera que el va fer aterrar sobre les restes d'un company. Poc després, va quedar atrapat durant dies en una vella trinxera alemanya. A causa d'aquests dos esdeveniments es va diagnosticar que sofria de trastorn d'estrès posttraumàtic i va ser enviat a l'Hospital de Guerra Craiglockhart d'Edimburg. Aquí va conèixer a un altre poeta, Siegfried Sassoon, que li va donar ànims i el va ajudar en qüestions literàries estilístiques, i va transformar per complet la seva vida.
Després d'un període de convalescència, Owen va tornar a les funcions del regiment. El 1918 el van envair a Ripon, on va compondre diversos dels seus poemes, entre els quals es troben “Futility” i “Strange Meeting”.

## Homosexualitat i relació amb Sassoon
Wilfred Owen sempre va mantenir Siegfried Sassoon en una posició d'heroi. Després de ser donat d'alta de Craiglockhart, Owen es va associar amb membres del món artístic en el qual havia estat introduït per Sassoon, Robert Ross i Robert Graves. Andrew Motion va escriure sobre la relació d'Owen amb Sassoon, i va afirmar que l'homosexualitat delsegon va permetre a Owen tenir una ideologia i un estil de vida que trobaria, naturalment, simpàtic.
Diversos incidents en la vida d'Owen han fet que algunes persones arribin a la conclusió que era homosexual no declarat i que Sassoon el va atreure no només com a poeta amb més experiència, però també com un home. Aquests incidents van ser, d'una banda, les declaracions de Robert Graves i Sacheverell Sitwell (que també coneixia personalment), que va assegurar que ell era homosexual, i, d'altra banda, l'homoeroticisme com un element central en molts dels seus poemes. A través de Sassoon, Owen es va introduir en un sofisticat cercke literari homosexual, on hi havia Robbie Ross (amic d'Oscar Wilde) i Osbert Sitwell, entre d'altres. Aquests contactes van augmentar la seva confiança per incloure elements homoeròtics en els seus treballs.

## Poesia
Owen és considerat pels historiadors com el primer poeta de la Primera Guerra Mundial. Els seus inicis en el món de la poesia va ser a la primerenca edat de deu anys. Poetes romàntics com Shelley o Keats van ser una gran influència en la seva obra primerenca. No obstant això, els seus poemes més famosos ("Dulce et Decorum Est" i "Anthem for Doomed Youth") va sorgir a partir de la profunda influència del seu amic i conseller Siegfried Sassoon; com a resultat, la poesia d'Owen va arribar a ser més aclamada per la crítica que la del seu mentor. La seva poesia va canviar radicalment el 1917, després de sortir de l'hospital. Com a part de la seva teràpia, el metge d'Owen, Arthur Brock, el va animar a traslladar les seves experiències, especialment les oníriques, als seus poemes.
Es van publicar milers de poemes durant la guerra, però molt pocs tenien el benefici d'un patrocini tan fort com les de Owen. Hom considera que va ser la influència de Sassoon, entre d'altres raons, que va assegurar la seva popularitat, juntament amb un ressorgiment de l'interès en la seva poesia en la dècada de 1960, que va arribar a més públic. Abans de la seva mort, només es van publicar cinc dels seus poemes. Sassoon, juntament amb Edith Sitwell, va ajudar posteriorment a garantir la publicació de la col·lecció sencera.

## Mort
El juliol de 1918, després d'un període de recuperació, Owen va tornar al servei actiu a França, tot i que podria haver estat a casa seva de servei de forma indefinida. Va prendre la decisió quan Sassoon, que havia rebut un tret al cap en un foc amic, es va veure obligat a tornar a Anglaterra durant la resta de la guerra. Owen va veure com el seu propi deure de relevar Sassoon en el front per poder continuar explicant a la resta del món els veritables horrors de la guerra.
El 4 de novembre de 1918, irònicament, just una setmana abans de la fi de la guerra, Owen va caure abatut durant la travessia del canal de Sambre-Oise. La seva mare va rebre un telegrama informant-li de la seva mort, el Dia de l'Armistici. Wilfred Owen és enterrat en el cementiri comunal d'Ors i alguns dels seus poemes van ser musicats pel compositor Benjamin Britten en la seva obra War Requiem.